# 金牛宮
金牛宮（きんぎゅうきゅう）は、黄道十二宮の2番目である。おうし座。
獣帯の黄経30度から60度までの領域で、だいたい4月20日（穀雨）から5月20日の間まで太陽が留まる（厳密には、太陽通過時期はその年ごとに異なる）。
四大元素の土に関係していて、処女宮・磨羯宮と一緒に地のサインに分類される。対極のサインは天蝎宮である。

## 金牛宮のデータ
- アストロロジカルシンボル -
- ゾディアックシンボル - 牡牛
- 標準的な期間 - 4月20日-5月20日
- 2区分 - 女性
- 3区分 - 定着
- 4区分 - 地
- 居住の座 - 金星。一部の占星術師は地球を金牛宮のルーラーにすべきだと主張している。
- 高揚の座 - 月
- 障害の座 - 火星･冥王星
- 転落の座 - 天王星。ただし、伝統的な占星術では金牛宮に転落の座は存在しなかった。

## 符号位置
| 記号 | Unicode | JIS X 0213 | 文字参照         | 名称   |
| ---- | ------- | ---------- | ---------------- | ------ |
| ♉   | U+2649  |            | &#x2649; &#9801; | TAURUS |